# چک ماداگاسکار
چک ماداگاسکار (نام علمی: Saxicola sibilla) پرنده‌ای از سردهٔ چک در تیرهٔ مگس‌گیران در راستهٔ گنجشک‌سانان است و بومی ماداگاسکار می‌باشد.
این پرنده معمولاً در گذشته زیرگونهٔ چک افریقایی طبقه‌بندی می‌شد (به عنوان Saxicola torquatus sibilla) ولی شواهد ژن‌شناسی جدید نشان می‌دهد چک ماداگاسکار گونه‌ای متمایز است و بیشتر به چک رئونیون (Saxicola tectes) نزدیک است تا به چک افریقایی، و بر پایهٔ این شواهد اکنون به عنوان یک گونهٔ جداگانه طبقه‌بندی می‌شود.